# Tommy Tedesco
Tommy Tedesco (Niagara Falls, 3 juli 1930 - Northridge, 10 november 1997) was een Amerikaanse gitarist. Hij behoorde tot de groep studiomuzikanten The Wrecking Crew.

## Geschiedenis
Tommy Tedesco kwam aan het eind van de jaren 1950 naar Californië en was sindsdien een van de meest gevraagde studiomuzikanten. Hij speelde de melodiegitaar bij het Bonanza-thema, die op 12 september 1959 voor de eerste keer werd getoond in de Verenigde Staten. Sindsdien heeft hij meegewerkt aan meer dan 1000 opnamen. Ofschoon hij vooral gitarist was, bespeelde hij ook een groot aantal andere snaarinstrumenten, waaronder banjo, mandoline, bouzouki, balalaika, ukelele en sitar. Daarbij gebruikte hij echter bij deze instrumenten vaak de gitaarstemming. Hij werkte aan de westkust van de Verenigde Staten voor veel bekende artiesten, waaronder The Beach Boys, Jan & Dean, Phil Spector, The Mamas and the Papas, Elvis Presley, Ella Fitzgerald, Sarah Vaughan, Frank Zappa, The Monkees, The 5th Dimension en Cher. Aan het begin van de jaren 1960 werkte hij ook mee aan het studioproject B. Bumble & the Stingers.
Tommy Tedesco was als studiomuzikant naast plaatopnamen voor andere muzikanten ook betrokken bij een veelheid aan producties voor film en televisie. Hij is bijvoorbeeld te horen bij de filmmuziek van Cool Hand Luke, The French Connection, The Godfather, Jaws, The Deer Hunter en Field of Dreams. Voor de televisie maakte hij opnamen voor series als The Twilight Zone, Green Acres, M*A*S*H en Batman.
Hij nam bovendien onder zijn eigen naam sinds 1978 een reeks albums op. De nummers van Tedesco werden onder andere beïnvloed door de gitaristen Howard Roberts, Jimmy Raney, Barney Kessel en Tal Farlow. In 1992 maakte een infarct en de daaruit resulterende verlamming een abrupt einde aan zijn carrière. Tijdens het daaropvolgende jaar publiceerde hij zijn autobiografie onder de titel Confessions of a Guitar Player.
Voor het vaktijdschrift Guitar Player schreef hij meerdere jaren regelmatig de column Studio Log, waarin hij uitgebreid berichtte over zijn studiowerk voor plaatproducties, films en televisie.

## Overlijden
Tommy Tedesco overleed in november 1997 op 67-jarige leeftijd.

## Discografie
- 1979: Alone at Last (Tommy Tedesco Trio), Trend Records, LP
- 1983: Carnival Time (Tommy Tedesco Trio), Trend Records, LP
- 1992: Tommy Tedesco Performs Roumanis' Jazz Rhapsody for Guitar & Orchestra, Capri Records, CD
- 1992: Fine Fretted Friend, Discovery/Wea, CD

- Bibliothèque nationale de France: cb140112926 (data)
- Gemeinsame Normdatei: 134537211
- International Standard Name Identifier: 0000 0000 6654 4781
- Library of Congress Control Number: n91100411
- MusicBrainz: 89d73870-3db0-4d56-b0ea-31f69cb325b1
- Nederlandse Thesaurus van Auteursnamen: 101016689
- Virtual International Authority File: 44496982
- WorldCat: E39PBJfxf3tMtPq3TCM7ckfDv3